# Pons-Verlag
Pour les articles homonymes, voir Pons et Verlag.

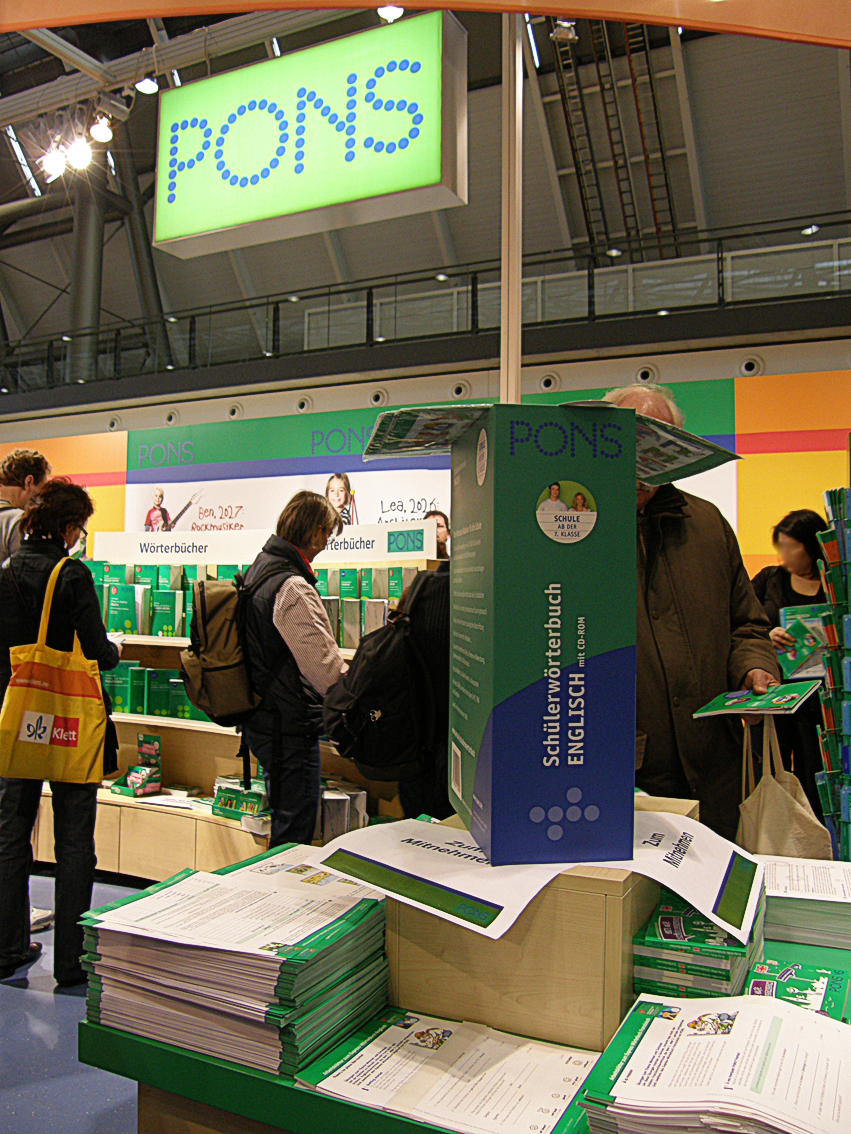
Le stand de la maison d'édition lors du salon didacta de 2008 à Stuttgart

Pons-Verlag est une maison d'édition allemande qui publie de nombreux dictionnaires de langue (bilingues ou monolingues) et d'ouvrages d'apprentissage linguistique. La marque est aujourd'hui contrôlée par l'éditeur Klett Gruppe. Ses publications sont caractérisées par une couverture verte unie.

## «Le Pons»
« Le Pons » désigne une série de dictionnaires allemands souvent utilisés en milieu scolaire. Sa couleur verte en fait un ouvrage particulièrement reconnaissable.
Le premier dictionnaire date de 1948. Le nom "PONS" vient du latin, le "pont" étant le symbole qui relie les gens.